# Emilio Scanavino
Emilio Scanavino (Genova, 28 febbraio 1922 – Milano, 28 novembre 1986) è stato un pittore e scultore italiano.

## Biografia
Nato a Genova nel 1922, nel 1938 si iscrisse al Liceo Artistico Nicolò Barabino di Genova, dove conobbe il professor Mario Calonghi, figura di grande stimolo culturale per la sua prima formazione. Quattro anni dopo fece la sua prima mostra personale presso il Salone Romano di Genova. Nello stesso anno si iscrisse alla Facoltà di Architettura dell'Università di Milano.
Dopo essersi sposato nel 1946 con Giorgina Graglia, nel 1947 si recò per la prima volta a Parigi dove soggiornò per qualche tempo ed ebbe modo di incontrare poeti e artisti come Édouard Jaguer, Wols, Camille Bryen. L'esperienza parigina si rivelerà fondamentale nel suo percorso stilistico, in particolare per gli echi del post-cubismo che assimilò e interpretò in chiave personale fin dal 1948, quando espose alla Galleria Isola di Genova.
Nel 1949 nacque Sebastiano, il primo dei due figli. Nel 1950 espose alla XXV Biennale di Venezia. L'anno successivo, in occasione di una mostra personale alla Apollinaire Gallery, visse per qualche tempo a Londra, dove conobbe e frequentò Philip Martin, Eduardo Paolozzi, Graham Vivian Sutherland, Francis Bacon. Nello stesso anno aprì il suo primo studio a Milano in una mansarda di Foro Bonaparte. In queste occasioni Guido Ballo e i galleristi Guido Le Noci, Arturo Schwarz si occuparono del suo lavoro.
L'anno dopo, 1952, lavorò anche nella fabbrica di Ceramiche Mazzotti ad Albissola Marina, dove incontrò numerosi artisti e strinse amicizia con alcuni di loro, tra questi Lucio Fontana, Asger Jorn, Guillame Corneille, Roberto Matta, Wifredo Lam, Giuseppe Capogrossi, Enrico Baj, Sergio Dangelo, Roberto Crippa, Gianni Dova, Agenore Fabbri, Aligi Sassu e altri. Nello stesso anno nacque anche la seconda figlia, Paola.

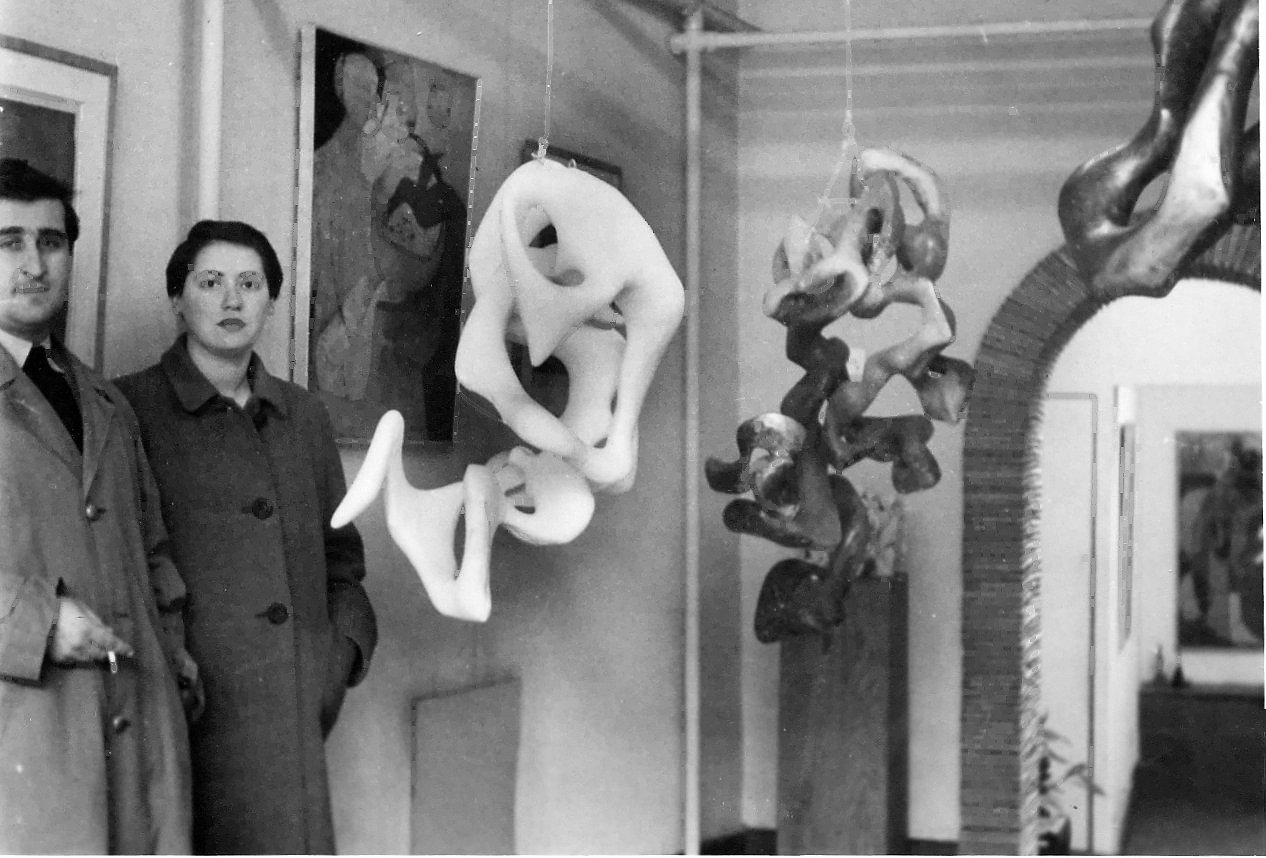
Emilio Scanavino e Sarah Jackson a Londra, 1951

Nel 1954 espose alla XXVII Biennale di Venezia e l'anno dopo ricevette il Premio Graziano. Nel 1956 le sue opere furono esposte, unitamente alle opere dell'artista americana Sarah Jackson, nella mostra This is Tomorrow alla Whitechapel Art Gallery di Londra.
Nel 1958 vinse il Premio Lissone e partecipò con una sala alla Biennale di Venezia, vinse il Premio Prampolini. Nello stesso anno firmò un contratto con la Galleria del Naviglio diretta dal grande gallerista Carlo Cardazzo con il quale intrattenne un importante rapporto di amicizia e di lavoro. Si trasferì con la famiglia a Milano.
Molti critici si occuparono della sua opera tra cui Enrico Crispolti, Guido Ballo, Giampiero Giani, Édouard Jaguer, Gillo Dorfles, Roberto Sanesi, Franco Russoli e Alain Jouffroy.

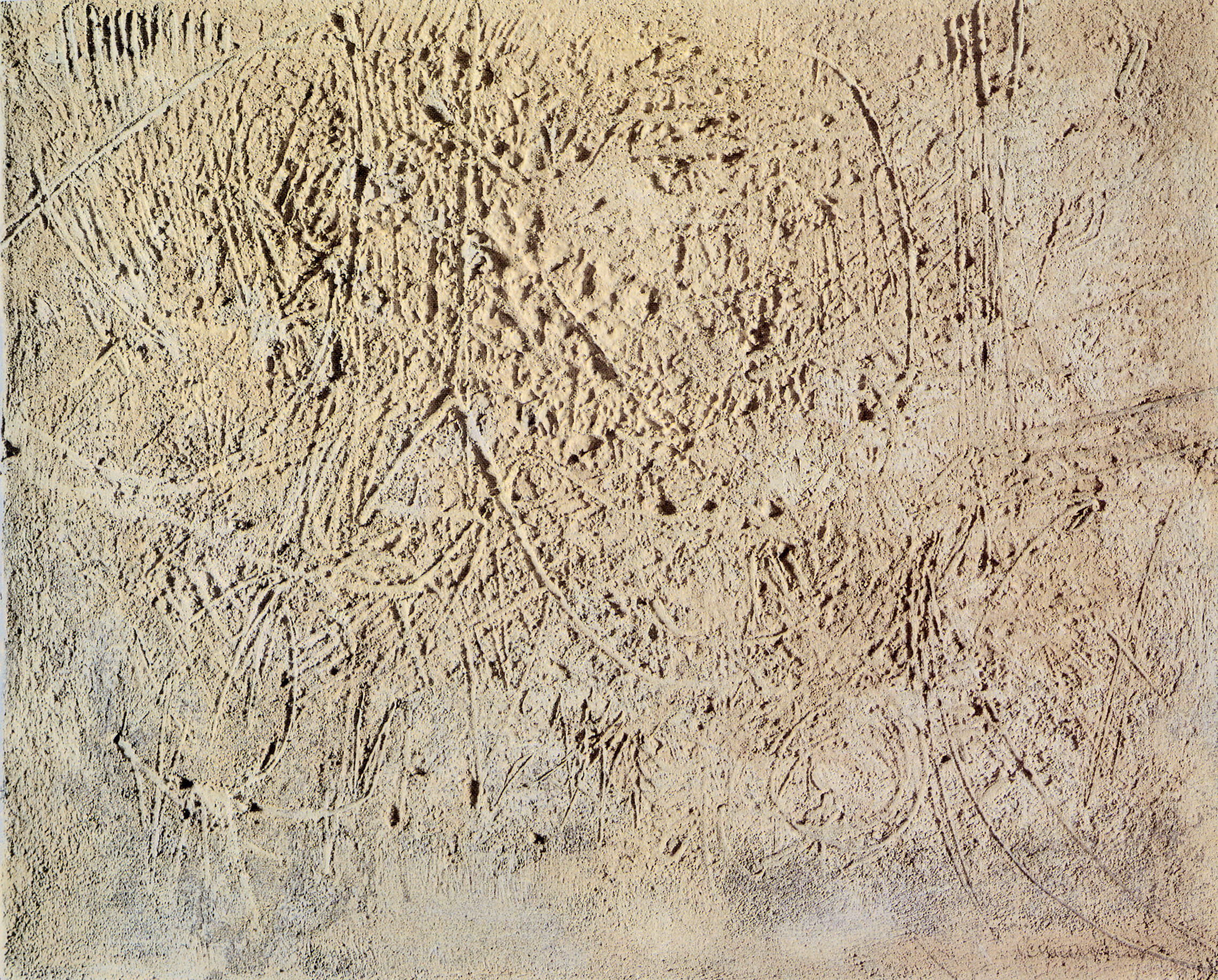
Il Muro 1954. E. Scanavino

Nel 1960 vinse il Premio Spoleto, il Premio Sassari, il Premio Valsesia e il Premio Lignano e venne invitato, con sala personale, alla XXX Biennale di Venezia.
Nel 1962 acquistò una casa a Calice Ligure, che trasformò in atelier. A Milano conobbe il collezionista Gianni Malabarba con il quale in seguito ebbe un intenso rapporto di amicizia.
Nel 1963 ricevette il Premio La Spezia proprio mentre Carlo Cardazzo, che per sette anni aveva sostenuto Scanavino con l'impegno d'amico, moriva improvvisamente: questo lutto colpì profondamente il pittore. Renato Cardazzo proseguì il lavoro del fratello come mercante d'arte e contribuì ad allargare la fama di Scanavino in Italia e all'estero. Nello stesso anno una sua opera venne esposta alla mostra Contemporary Italian Paintings, allestita in alcune città australiane. Nel 1963-64 espose alla mostra Peintures italiennes d'aujourd'hui, organizzata in medio oriente e in nordafrica. Nel 1966 alla XXXIII Biennale di Venezia, dove espose nuovamente in una sala personale, vinse il Premio Pininfarina.
Nel 1967 fu invitato con Carlo Nangeroni, Arturo Bonfanti, Carmelo Cappello e Renato Volpini alla Art Alliance Foundation di Filadelfia. L'anno seguente trasferì il suo studio a Calice Ligure. In questa località si stabilirono numerosi artisti che costituirono attorno a Scanavino una piccola comunità.
Nel 1970 ricevette il Gran Premio alla Biennale di Mentone. Il collezionista Franco Castelli, direttore de L'uomo e l'Arte, divenne suo amico nonché suo sostenitore. Nel 1971 subì una delicata operazione alla testa in seguito a una emorragia cerebrale, la guarigione diede l'avvio a una nuova fase creativa della sua pittura, l'abbandono della sperimentazione e il ritorno su percorsi più consueti.
Nel 1971 insieme allo scultore Alik Cavaliere per Biennale di San Paolo del Brasile, creò la grande opera Omaggio all'America Latina olio su tavola e tecnica mista, bronzo, alluminio, 480 x 285 x 130 cm. Non venne esposto perché citava i nomi di desaparecidos, in polemica con il regime militare allora al governo in Brasile. Oggi è esposto al Museo della Permanente di Milano. Tra il 1973 e il 1974 la Kunsthalle di Darmstadt presentò una sua vasta mostra antologica che, con alcune varianti, passò a Venezia a Palazzo Grassi e poi a Milano a palazzo Reale, nel 1974.
Nel 1982, nonostante il progressivo aggravarsi della malattia, continuò a lavorare e ad avere un'intensa attività espositiva in spazi pubblici e privati e nel 1986 venne invitato ad esporre alla Quadriennale di Roma.
Morì a Milano il 28 novembre del 1986.

## Arte
Dopo un inizio figurativo la pittura di Emilio Scanavino assunse ben presto caratteristiche postcubiste, con le forme che si stilizzarono progressivamente sino a dissolversi del tutto nei primi anni '50.
Nel '54 nelle sue tele comincia ad affiorare quello che poi diventerà il suo segno caratteristico, vale a dire il nodo stilizzato che caratterizzerà tutta la sua produzione successiva.
I lavori degli anni '50 sono considerati fra i suoi più belli, in quanto è possibile vedere in essi la genesi di quella trasposizione pittorica dell'interiorità con tutti i suoi tormenti, che rende inconfondibile la sua arte. Nei suoi quadri più tardi degli anni '70 il "nodo" è perfettamente delineato e riconoscibile, declinato in inquietanti forme, talvolta minacciose e macchiate di rosso sangue.
Sebbene Scanavino sia un artista di difficile collocazione in una specifica corrente, lo si può considerare un astrattista informale, vicino all'Espressionismo astratto e alla ricerca artistica di Hans Hartung e Georges Mathieu.

## Emilio Scanavino nei musei

### Musei in Italia
- Fondazione Biscozzi Rimbaud Lecce
- Galleria civica d'arte moderna e contemporanea - GAM Torino
- Galleria d'arte moderna e contemporanea (Bergamo) - GAMeC, Bergamo
- MAGI '900 - Museo delle eccellenze artistiche e storiche - MAGI '900, Pieve di Cento
- Musei civici di Lecco, Galleria d'Arte Contemporanea
- Museion, Bolzano
- Museo Carandente, Palazzo Collicola - Arti visive, Spoleto
- MAC, di Lissone
- Museo d'arte moderna e contemporanea di Trento e Rovereto- MART, Rovereto
- Museo d'arte moderna di Bologna - MAMbo Bologna
- Museo della Permanente, Milano
- Museo delle arti di Catanzaro Marca, Catanzaro
- Museo del Novecento, Milano
- Pinacoteca Civica, Savona
- Parco museo Santa Barbara, Mammola (RC)
- Società per le Belle Arti ed Esposizione Permanente, Milano

### Musei all'estero
- Centre Pompidou, Parigi, Francia
- Museo Abteiberg, Mönchengladbach, Germania
- Museum of Modern Art, San Francisco, USA
- Museo Rufino Tamayo, Città del Messico, Messico